# 工作貓

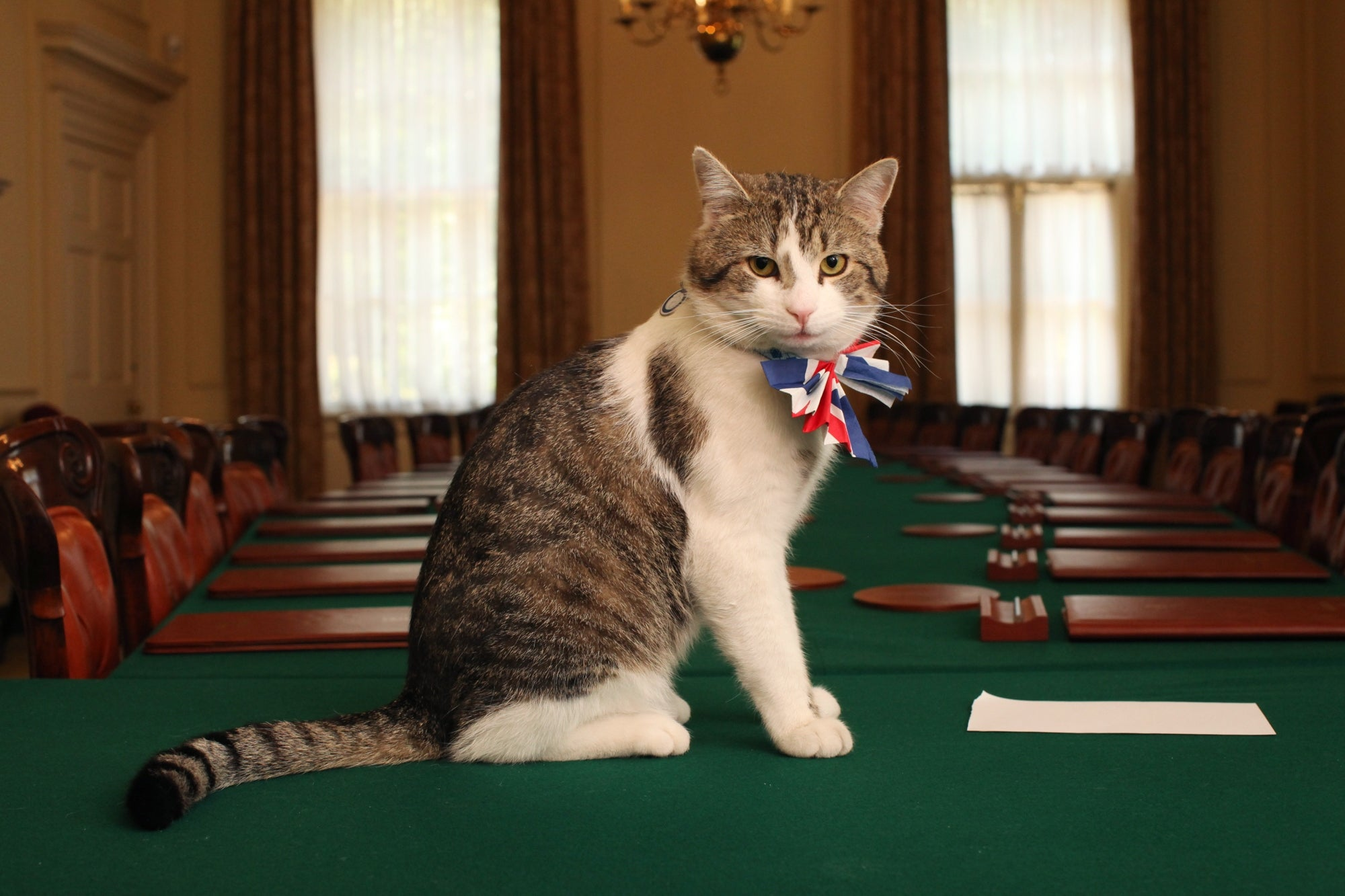
在唐寧街10號任職的貓（圖為賴瑞）有「內閣辦公廳首席捕鼠大臣」的頭銜。

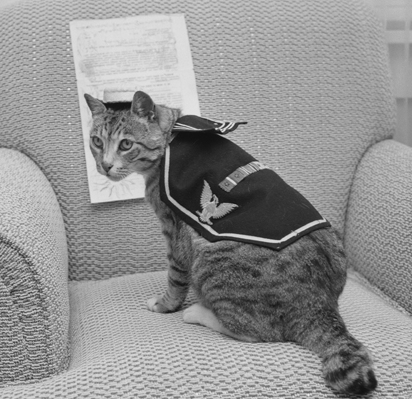
二戰期間服役於美國攻撃運輸艦的船貓Pooli。

工作貓（英語：Working cat）是指從事各項工作的貓，通常其職責為捕捉老鼠。世界各地的一些穀倉、農場、工廠、倉庫、商店、教堂、圖書館、博物館、郵局等機構或場所會透過飼養貓來抑制鼠害。在英國唐寧街10號首相官邸任職的貓有著「內閣辦公廳首席捕鼠大臣」的頭銜。
美國的一些動保團體實施工作貓計畫，將流浪貓訓練為工作貓。

## 外部連結
- 亞利桑那州人道協會工作貓計劃 （页面存档备份，存于）（英文）
- 洛杉磯的工作貓計劃 （页面存档备份，存于）（英文）